# Coptera

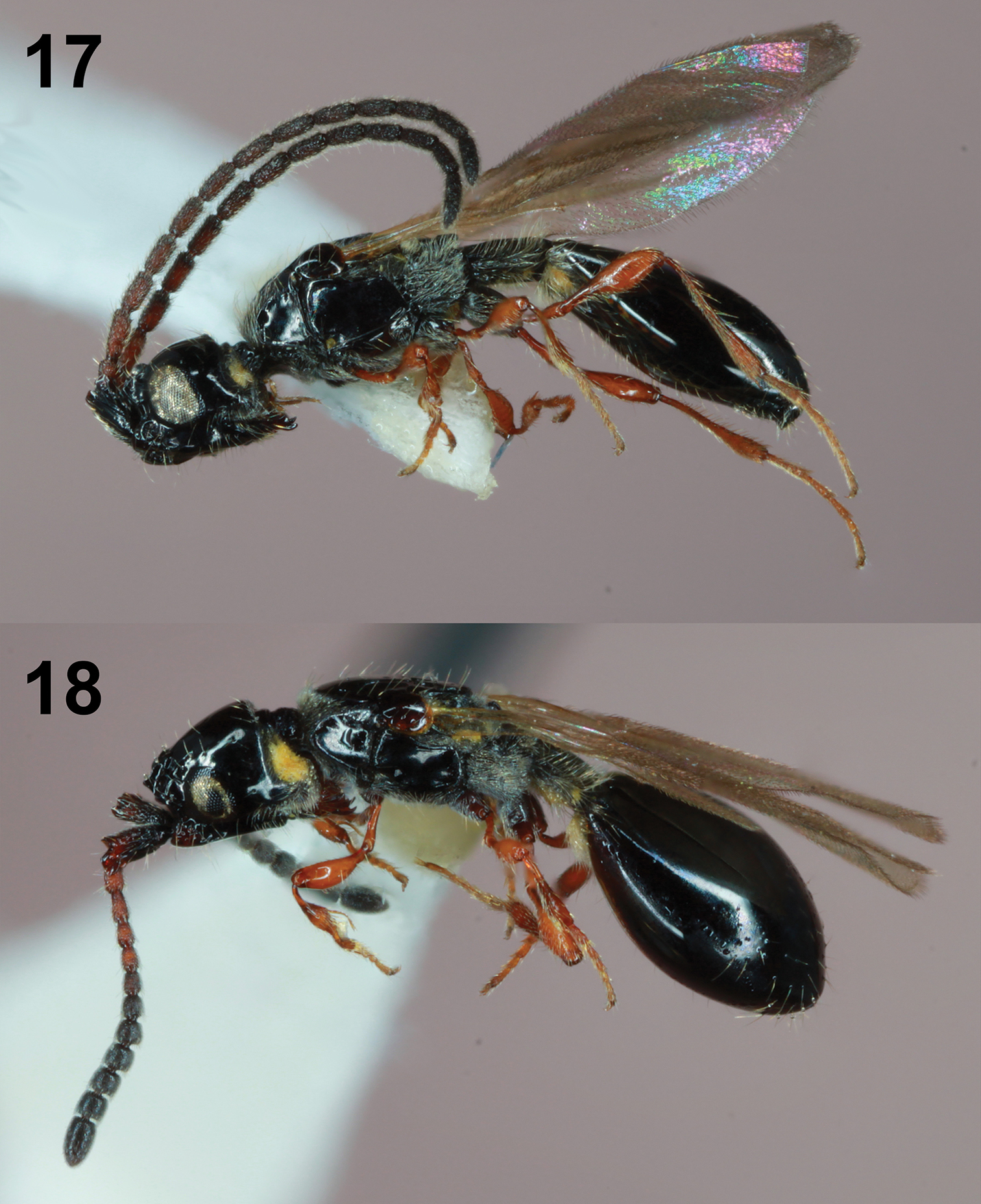
Coptera cingulatae

Coptera (лат.) — род паразитических наездников семейства диаприиды надсемейства Diaprioidea (или Proctotrupoidea, триба Psilini) подотряда стебельчатобрюхие отряда перепончатокрылые насекомые. Встречаются повсеместно.

## Описание
Среднего и крупного размера (1,5—7 мм). Усики 12—14-члениковые. Цвет тела тёмно-чёрный с придатками обычно более светлыми; тело преимущественно гладкое, сильно блестящее, очень редко с плотной, тонкой продольной микроскульптурой на мезонотуме, тело относительно голое, обычно с волосяными подушечками, но без пенистых структур; затылок обычно острый сзади, ступенчатый, гладкий, с волосяными подушечками, но без пенистых структур; лабрум обнажён, склеротизирован, субтреугольный; оральный киль сильно развит, позволяя движение мандибул только вдоль вертикальной оси; мандибулы длинные, согнутые, двузубые, отчётливо выступающие по диагонали назад; антенна, по-видимому, способна вращаться в гнезде прикрепления, что позволяет изменять положение; A1 у обоих полов относительно короткий, сильно модифицированный, часто с многочисленными острыми выступами, всегда с отчётливыми створками в верхней части; у самцов A3 неравнозначен по длине A4; передние крылья самок всегда с продольной складкой и апикальной выемкой, передние крылья самца с или без складки или выемки; передние крылья почти без жилок, субмаргинальная жилка неполная, редуцирована до короткого базального стержня; T2 (макротергит) с глубокой срединной расщелиной. Паразитоиды куколок двукрылых насекомых (Rhagoletis, Tephritidae).
- C. alticeps (Kieffer, 1911)
- †C. anka  Krogmann, van de Kamp & Schwermann, 2018[2]
- C. ateles Montilla & García, 2016
- C. campanata Montilla & García, 2016
- C. cingulatae
- C. conradti (Kieffer, 1910)[3]
- C. crassicornis (Kieffer, 1911)
- C. depressa (Kieffer, 1911)
- C. fissa (Wollaston, 1858)
- C. gestroi (Kieffer, 1911)
- C. haywardi Loiacono, 1981
- C. hispanica (Kieffer, 1911)
- C. holoptera (Kieffer, 1911)
- C. inaequalifrons (Jansson, 1942)
- C. inquisitor  (Nixon, 1930)
- C. longiceps  (Nixon, 1930)
- C. macrophthalma  (Risbec, 1950)
- C. maura (Kieffer, 1911)
- C. mayeti (Kieffer, 1911)
- C. merceti (Kieffer, 1911)
- C. microphthalma  (Risbec, 1950)
- C. minutissima Montilla & García, 2016[4]
- C. modesta  (Nixon, 1930)
- C. mosselensis  Notton, 2014
- C. muscidorum (Dodd, 1920)[5]
- C. polita Say, 1836
- C. punctata (Kieffer, 1911)
- C. punctaticeps (Kieffer, 1911)
- C. punctiventris (Kozlov, 1979)
  - =Psilus punctiventris Kozlov, 1979
- C. quadridens  (Nixon, 1930)
- C. quadripunctata Montilla & García, 2016[4]
- C. rectangularis  (Nixon, 1930)
- C. robustior  (Silvestri, 1913)[6]
- C. ruficornis (Kieffer, 1911)
- C. seyrigi  Notton, 2004
- C. semicircularis Montilla & García, 2016
- C. silvestrii  (Kieffer, 1913)
- C. spec Muesebeck, 1980
- C. temporalis Montilla & García, 2016[4]
- C. spec (Risbec, 1954)
- C. tonic Ericson & Forbes, 2020[7]
- C. spec (Nixon, 1930)